# Округ Лиманова
Округ Лиманова (нем. Bezirk Limanowa, Лимано́вский уезд, пол. Powiat limanowski) — административная единица коронной земли Королевства Галиции и Лодомерии в составе Австро-Венгрии, существовавшая в 1867—1918 годах. Административный центр — Лиманова.
Площадь округа в 1879 году составляла 9,4434 квадратных миль (543,37 км2), а население 63 731 человек. Округ насчитывал 97  населённых пунктов, организованные в 92  кадастровых муниципалитета. На территории округа действовало 1 районный суд — в Лиманове.
После Первой мировой войны округ вместе со всей Галицией отошёл к Польше.